# Marschen mot Rom
Marschen mot Rom (italienska: Marcia su Roma) var en demonstration som pågick från den 27 oktober 1922 till den 29 oktober och inleddes som ett försök till statskupp av det italienska fascistpartiet som trots att den misslyckades ändå utmynnade i att partiets ledare Benito Mussolini utsågs till Italiens regeringschef (i förlängningen med diktatorisk makt) av kung Viktor Emanuel III.

## Bakgrund
Italien var en av segermakterna i det första världskriget, men hade lidit höga förluster och i fredsavtalet fick landet inte alla landområden man lovats av de allierade innan Italien gick med i kriget 1915. Detta, i kombination med den globala ekonomiska krisen efter kriget, underminerade det italienska politiska etablissemanget och ledde till ökat stöd för både kommunister och de italienska fascisterna. Under efterkrigstiden byggde fascisterna upp politiskt stöd bland etablissemanget genom att med våld krossa kommunistiska organisationer i Podalen i norra Italien. I allmänna val fick fascisterna inte ett så stort antal röster (man hade 20 mandat vid tiden för marschen). När den italienska regeringen gick igenom en djup kris, beslöt sig fascisterna för att gripa tillfälle i flykten genom att ta makten i en statskupp.

## Händelseförlopp
I marschen mot Rom, Italiens huvudstad, deltog ca 20 000 svartskjortor och så kallade squadristi (fascistiska gatukämpar), under ledning av Italo Balbo, Emilio De Bono, Michele Bianchi, och Cesare Maria De Vecchi medan Mussolini väntade i Milano. Huvuddelen av deltagarna hindrades av polis och de 9 000 som ändå kom fram var dåligt organiserade och beväpnade. I detta ögonblick vacklade dock kungen som valde att utse Mussolini till regeringsbildare och Italiens konseljpresident (premiärminister) den 30 oktober. Dagen efter höll svartskjortorna en parad genom stadens gator, men redan samma kväll skickades de med tåg ut ur staden av Mussolini. 
Dagen för marschen, 28 oktober, blev sedan nyårsdag i det fascistiska Italien när en ny kalender infördes 1927.

## Efterspel
Mussolini blev inte enväldig över en natt, han utökade gradvis sin makt tills han i praktiken blev diktator. Dock hade fascisterna inte så stort folkligt stöd, och det konservativa etablissemanget var hela tidens hans medregent. Fascisterna inledde en ny aggressiv utrikespolitik, intervention i det spanska inbördeskriget och invasionen av Etiopien var betydande steg på vägen till andra världskriget då Italien undergrävde den internationella stabiliteten som instiftades efter första världskriget (Nationernas Förbund och dess kollektiva säkerhet). Mussolini förblev Italiens ledare till 1943 då han störtades av sitt eget fascistparti och den italienska kungen efter att Italien mött stora motgångar under kriget mot de allierade under andra världskriget. 
Adolf Hitler misstolkade händelseförloppet (i likhet med många andra) och trodde att även han och hans parti NSDAP kunde ta makten i Tyskland på samma sätt. Detta utmynnade i den misslyckade ölkällarkuppen 1923. Hitler drog slutsatsen att nazisterna måste ta makten på laglig väg och han fick makten på liknande sätt som Mussolini, då Hitler utnämndes till rikskansler 1933 av den konservativa rikspresidenten Paul von Hindenburg.

### Fotnoter
1. ↑  ”Marschen mot Rom”. Nationalencyklopedin. http://www.ne.se/uppslagsverk/encyklopedi/l%C3%A5ng/marschen-mot-rom. Läst 23 juli 2016.
2. ↑  ”marschen mot Rom - Uppslagsverk - NE.se”. www.ne.se. https://www.ne.se/uppslagsverk/encyklopedi/l%C3%A5ng/marschen-mot-rom. Läst 10 april 2021.